# Логоушка (Мішкинський район)
Логоу́шка (рос. Логоушка) — присілок у складі Мішкинського району Курганської області, Росія. Входить до складу Краснознаменської сільської ради.
Населення — 2 особи (2010, 25 у 2002).